# Trappistinnenabtei El Encuentro
Die Trappistinnenabtei El Encuentro ist seit 1971 ein mexikanisches Kloster der Trappistinnen bei Ciudad Hidalgo im Bundesstaat Michoacán und im Erzbistum Morelia.

## Geschichte
Die französische Trappistinnenabtei Ubexy gründete 1971 in Rincón de San Jerónimo (12 km südwestlich Ciudad Hidalgo in 2200 m Höhe) das Kloster „Abadía Madre de Dios El Encuentro“ (Muttergottes der Begegnung), das 1979 zum Priorat und 1994 zur Abtei erhoben wurde. Gründungsbischof war Erzbischof Manuel Martín del Campo Padilla (1904–1972). 
Oberinnen:
- Gertrude Briswalter (1971–1979)
- Inès Gravier (1979–1985, 1986–2001, 2014–2020) (ab 2002 Trappistinnenabtei Belval, dann Kloster Igny)
- Virginia Pini (1985–1986)
- Aurora Chávez (2002–2014)